# Havelländischer Kreis

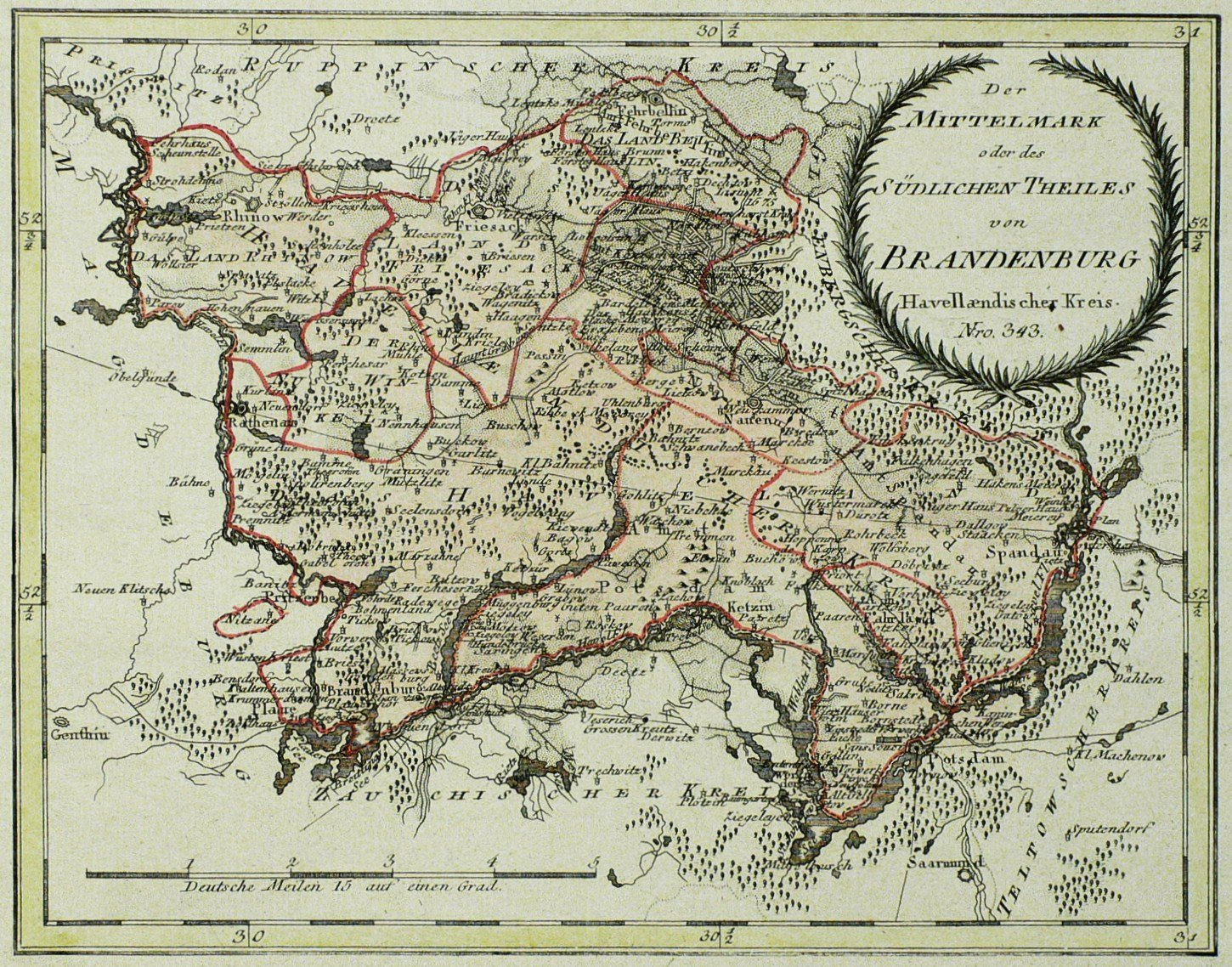
Kupferstich von Ignaz Albrecht: Der Mittelmark oder des südlichen Theiles von Brandenburg Havellaendischer Kreis. Franz Johann Joseph von Reilly, Wien 1791

Die Havelländische Kreis war ein markbrandenburgischer Kreis in der Mittelmark, der sich im 16/17. Jahrhundert aus der historischen Landschaft des Havellandes (Land Brandenburg) herausbildete. Er erstreckte sich damals bis zum Land Löwenberg und grenzte im Osten an den Barnim, war also deutlich größer als die heutige Landschaft Havelland und auch wesentlich größer als der heutige Landkreis Havelland. Der Havelländische Kreis gehörte zum Landesteil Kurmark der Mark Brandenburg. Im 18. Jahrhundert spaltete sich der Glien-Löwenbergische Kreis zunächst als Unterkreis ab; er wurde 1770 als selbständiger Kreis völlig abgetrennt. Der Restkreis bestand bis 1816/7, als er in die zwei neuen Kreise Westhavelland und Osthavelland aufgeteilt wurde. Dabei wurde der Glien-Löwenbergische Kreis mit dem Kreis Osthavelland vereinigt. Das frühere Kreisgebiet des Havelländisches Kreises liegt heute zum größten Teil im Landkreis Havelland. Kleinere Teile gehören heute auch zum Landkreis Ostprignitz-Ruppin und zum Landkreis Potsdam-Mittelmark sowie den Stadtkreisen Potsdam und Brandenburg an der Havel (Land Brandenburg) und im Land Berlin (Bezirke Spandau und Reinickendorf).

## Geographie
Der (ursprüngliche) Havelländische Kreis wurde im Osten, Süden und im Westen im Wesentlichen durch die Havel begrenzt, die dem Land und dem Kreis den Namen gab. Im Norden bildet der Rhin bzw. das Rhinluch über weite Strecken die Grenze zum Ruppinschen Kreis. Keine natürliche Grenze ist im Nordosten erkennbar, wo der Kreis sich mit einem Fortsatz zwischen den Ruppinschen Kreis und den Niederbarnimschen Kreis schob, und auf kurzer Erstreckung an den Uckermärkischen Kreis grenzte. Dieser Teil wurde später als Glien-Löwenbergischer Kreis abgetrennt. Weiter im Westen grenzte er im Norden über kurze Erstreckung an den Plattenburgischen Kreis und den Kyritzischen Kreis der Prignitz. Im Süden grenzte er an den Zaucheschen Kreis, im Westen an das Herzogtum Magdeburg.
Der Kreis bestand aus dem eigentlichen Havelland und den drei Ländchen Bellin, Friesack und Rhinow sowie dem Land Löwenberg. Der Kreis war um 1800 mit 37 Quadratmeilen der größte Kreis der Mittelmark.

## Geschichte
Schon im 15. Jahrhundert entstanden erste Ansätze für eine Kreisverfassung in der Mark Brandenburg. Die Kreise waren im Wesentlichen identisch mit den alten historischen Landschaften, oder bildeten sich aus dem Weichbilden größerer Städte heraus. Im 16. Jahrhundert waren die Kreise auch identisch mit dem Amtsbereich eines Landreiters. Die Kreise wurden deshalb auch Beritte genannt, im Fall des Havelländischen Kreises auch Beritt Spandau. Der Landreiter war der ausführende Beamte innerhalb eines Berittes. Während in Altmark, Prignitz und Uckermark die Kreise ihre Bedeutung zugunsten der Landschaft verloren, und sich deshalb nur ein ständisches Kreisdirektorium und eine ständische Vertretung für die gesamte Landschaft bildeten, entwickelten sich in der Mittelmark in jedem Kreis ein eigenes ständisches Kreisdirektorium und eine eigene ständische Kreisvertretung. Der Kreisdirektor wurde von den Ständen gewählt. Im Gegensatz dazu war das Amt des Kriegskommissar aus dem sich später das Amt des Landrats entwickelte ein vom Landesherrn geschaffenes Amt, dessen Inhaber auch vom Landesherrn ernannt wurde.
Das Amt des Landrats der Kreise, wie sie zum Beginn des 19. Jahrhunderts noch bestanden, hatte seinen Ursprung im Dreißigjährigen Krieg. Damit die durchziehenden Truppen der verschiedenen Kriegsparteien einquartiert, verpflegt und entlohnt werden konnten, wurden vom Kurfürsten für die Kreise/Beritte sog. Land- oder Kriegskommissare eingesetzt oder von den Ständen der jeweiligen Kreise gewählt. Gerade in den Zeiten des Dreißigjährigen Krieges waren dies sehr unbeliebte Ämter. Im weiteren Verlauf der Geschichte wurden den Kriegs- oder Landkommissaren weitere Aufgaben und Befugnisse übertragen, so in der Steuer- und Finanzverwaltung und der Polizeigewalt. Die Stände des Kreises erhielten das Präsentationsrecht für den Land- oder Kriegskommissar, der ab 1702 Landrat genannt wurde. Das Amt war gelegentlich in Personalunion mit dem Posten des ständischen Kreisdirektors verbunden, dem von den Vertretern der Stände eines Kreises gewählte Vorsitzende der Ständeversammlung eines Kreises. Die Kreise hatten ihre eigene Vertretung (Corpus) und eine eigene Kreiskasse. Zur Kreisstadt des Havelländischen Kreises avancierte die Stadt Nauen. Größte Stadt im Havelländischen Kreis war dagegen Spandau.

## Zugehörige Orte um 1800
Nach Bratring (1805), der den Zustand von 1800/01 wieder gibt, lagen im Havelländischen Kreis die folgende Städte und Flecken (nur bei Orten, die nicht im Lkr. Havelland liegen, ist der Kreis vermerkt):
- Brandenburg an der Havel, Stadtkreis Brandenburg an der Havel
- Potsdam, Stadtkreis Potsdam
- Spandau, Land Berlin
- Nauen
- Rathenow
- Fehrbellin, Ostprignitz-Ruppin
- Friesack
- Rhinow
- Pritzerbe, Potsdam-Mittelmark
- Ketzin, Flecken
- Plaue, Flecken

Orte und Einzelhäuser
- Adermannshütte später Kolonie Königshütte (1801: gehörte zum Amt Tangermünde). 1704 ist hier ein Teerofen in Betrieb. Wohnplatz Königshütte im Ortsteil Mögelin, Gemeinde Premnitz.
- der rothe Adler, Gasthof, vor dem Klostertor von Spandau, privater Eigentümer. (1801: Privatbesitz). In Berlin-Spandau aufgegangen.
- Groß Behnitz (1801: Dorf und Gut, in Adelsbesitz). Ortsteil der Stadt Nauen.
- Klein Behnitz (1801: Dorf und Gut, in Adelsbesitz). Ortsteil der Stadt Nauen.
- Bagow (1801: Dorf und Gut, in Adelsbesitz). Ortsteil der Gemeinde Päwesin, Lkr. Potsdam-Mittelmark.
- Bahnitz (1801: Dorf, in Adelsbesitz). Ortsteil der Gemeinde Milower Land.
- Bamme (1801: Dorf, in Adelsbesitz). Ortsteil der Gemeinde Nennhausen
- Barnewitz (1801: Dorf, im Besitz des Domkapitel zu Brandenburg). Ortsteil der Gemeinde Märkisch Luch.
- Baumgartenbrück (1801: Krug bei Geltow, Brücke über die Havel, im Besitz des Amtes Potsdam). Wohnplatz der Gemeinde Schwielowsee, Lkr. Potsdam-Mittelmark
- Berge (1801: Dorf und Amtssitzvorwerk, gehörte zum Amt Nauen im Ort Berge). Ortsteil der Stadt Nauen.
- Berliner Vorstadt bei Potsdam, Vorstadt aus 53 Häusern (1801: keine Angabe zu den Besitzverhältnissen). In Potsdam aufgegangen.
- Bernitzow (1801: Schäferei, bei Berge, in dem Falkenhagenschen Forstrevier, gehörte zum Amt Nauen). Wüstung auf der Gemarkung von Berge, einem Ortsteil der Stadt Nauen.
- Betzin (1801: Dorf, ein Anteil Adelsbesitz, ein Anteil Amt Fehrbellin). Ortsteil der Gemeinde Fehrbellin, Lkr. Ostprignitz-Ruppin.
- Bohnenland (Vorwerk und Kolonie, bei Brielow, Kämmerei der Stadt Brandenburg an der Havel). Wohnplatz der Stadt Brandenburg an der Havel.
- Bornim (Dorf und Amtssitzvorwerk, Amt Potsdam). Stadtteil der Landeshauptstadt Potsdam.
- Neubornim (1801: Kolonie, bei Bornim, Amt Potsdam). In Bornim aufgegangen.
- Bornstedt (1801: Dorf und Gut, gehörte dem Großen Militärwaisenhaus in Potsdam). Stadtteil von Potsdam.
- Brädikow (1801: Dorf und zwei Güter, zwei Adelsanteile, ein Anteil Pfarre zu Haage). Ortsteil der Gemeinde Wiesenaue.
- Brandenburger Vorstadt, Vorstadt vor Potsdam von etwa 112 Häusern. In Potsdam aufgegangen.
- Bredow (1801: Dorf und Gut, Adelsbesitz). Ortsteil der Gemeinde Brieselang.
- Brielow (Dorf, Kämmerei der Stadt Brandenburg an der Havel). Ortsteil der Gemeinde Beetzsee im Landkreis Potsdam-Mittelmark
- Briesen (1801: Vorwerk, eine halbe Meile vor Friesack, Adelsbesitz). Wohnplatz der Stadt Friesack.
- Briest (1801: Dorf, gehörte der Kämmerei der Stadt Brandenburg an der Havel). Ortsteil der Stadt Havelsee.
- Brösigkenslaake (1801: Brösickenslaake, Meierei, nebst Ziegelei, unweit Döberitz, zu Ketzür gehörig in Adelsbesitz). Existiert nicht mehr; lag (hier ).
- Brunne (1801: Dorf und Gut, war in Adelsbesitz mit einem Anteil des Amtes Fehrbellin). Ortsteil der Gemeinde Fehrbellin, Lkr. Ostprignitz-Ruppin.
- Buchow-Karpzow (1801: Buchow-Carpzow, Dorf und Gut, in Adelsbesitz). Ortsteil der Gemeinde Wustermark.
- Buckow (1801: Dorf, gehörte dem Domstift Brandenburg). Gemeindeteil der Gemeinde Milower Land.
- Burgmühle, Wasser-, Mahl- und Schneidemühle, auf der Burg oder dem Dom bei Brandenburg. Die Mühle südlich der Dominsel, Stadt Brandenburg an der Havel. Mühlendamm.
- auf dem Burgwall, Fischerhäuser, nahe der Stadt Spandau (1801: gehörten zum Amt Spandau). Berlin-Spandau, Straße: Spandauer Burgwall.
- Buschow (1801: Dorf und zwei Güter, in Adelsbesitz). Ortsteil der Gemeinde Märkisch Luch.
- Butzow (1801: Dorf, Amt Brandenburg und Adelsbesitz). Ortsteil der Gemeinde Beetzseeheide, Lkr. Potsdam-Mittelmark
- Charlottenhof, (auch Carolinenhof oder Krummendamm bei Plaue, Adelsbesitz). Wohnplatz bei Plaue, Stadt Brandenburg an der Havel.
- Crakauische Wassermühle, zwischen der Altstadt Brandenburg und dem Dom. Existiert nicht mehr. Straße bzw. Brücke Kraukuische Straße.
- Curland, adl. Gut, auf dem Grund und Boden der Stadt Rathenow (1801: Adelsbesitz). In Rathenow aufgegangen.
- Dallgow (1801: Dorf, Adelsbesitz). Gemeindeteil von Dallgow-Döberitz.
- Damme (1801: Dorf, Domstift Brandenburg)
- Damm bei Spandau, Fischerdorf, oder Vorstadt bei Spandau, Krug: der weiße Krug genannt. In Berlin-Spandau aufgegangen.
- Dechtow (1801: Dorf und Gut, ein Anteil Adelsbesitz, ein Anteil Amt Fehrbellin, und ein Anteil Amt Vehlefanz). Ortsteil der Gemeinde Fehrbellin, Lkr. Ostprignitz-Ruppin.
- Deutschhof (1801: Amtsvorwerk und Kolonie, Amt Königshorst). 1732 wurde auf dem Schafhorst auf dem Gebiet des Amtes Königshorst ein Vorwerk und eine Kolonie angesetzt. 1750 siedelten hier acht Familien. Ortsteil der Gemeinde Fehrbellin, Lkr. Ostprignitz-Ruppin.
- Dickte (1801: Vorwerk, in Adelsbesitz). Gemeindeteil der Gemeinde Kleßen-Görne.
- Döberitz (1801: Dorf, bei Rathenow, in Adelsbesitz). Ortsteil der Stadt Premnitz.
- Döberitz (1801: bei Spandau, Dorf und Gut, in Adelsbesitz). Existiert nicht mehr (Lage: ). 1892 für die Anlage des Truppenübungsplatzes Döberitz geräumt. Nach 1945 wieder besiedelt. 1957 endgültig geräumt und zum großen Teil abgetragen.
- Dreibrück (1801: Krug, gehörte zum Amt Königshorst). 1721 wird hier erstmals ein Krug erwähnt. Gemeindeteil der Gemeinde Fehrbellin, Lkr. Ostprignitz-Ruppin.
- Dyrotz (1801: Dorf und Gut, in Adelsbesitz). Gemeindeteil der Gemeinde Wustermark.
- Eiche (1801: Eichhow Dorf, Amt Potsdam). Stadtteil von Potsdam.
- Eiswerder (1801: Etablissement, auf einer Insel in der Havel bei Spandau, gehörte zum Amt Spandau). Berlin-Spandau
- Elslaake (1801: zwei Vorwerke, zwei Schäfereien, eine Windmühle, bei Hohennauen, in Adelsbesitz). Gemeindeteil der Gemeinde Seeblick.
- Entenfang. Forsthaus, bei Bornim an dem Forst gelegen (1801: gehörte zum Amt Potsdam). Stadt Potsdam (Fuchsweg, Kasernengelände)
- Etzin (1801: Dorf und Gut, drei Anteile, bürgerlicher Besitz, Domstift Brandenburg und Amt Ziesar). Ortsteil der Stadt Ketzin/Havel.
- Uetz (1801: Dorf und Gut, in Adelsbesitz). Gemeindeteil von Uetz-Paaren, Stadt Potsdam.
- Fahrland (1801: Dorf und Amtssitzvorwerk, Amt Fahrland). Ortsteil von Potsdam.
- Falkenhagen (1801: Dorf, verwaltet vom Amt Spandau). Ortsteil der Stadt Falkensee.
- Falkenrehde (1801: Dorf und Gut, gehörte der Kämmerei der Stadt Potsdam). Ortsteil der Stadt Ketzin/Havel.
- Fehrbellin (1801: Amtssitzvorwerk, Amt Fehrbellin). Gemeinde Fehrbellin, Lkr. Ostprignitz-Ruppin.
- Feldberg (1801: Dorf, zwei Anteile, ein Anteil Amt Fehrbellin, anderer Anteil in Adelsbesitz). In Fehrbellin (Lkr. Ostprignitz-Ruppin) aufgegangen (heute Feldbergstraße).
- Ferbitz (1801: Dorf und Gut, in Adelsbesitz). 1936/37 in die Erweiterung des Truppenübungsplatzes Döberitz einbezogen und entsiedelt. Nach dem 2. Weltkrieg wurden die Gebäude abgerissen.
- Ferchesar (1801: Dorf, ein Anteil Amt Ziesar, ein Anteil Domstift Brandenburg). Ortsteil der Gemeinde Stechow-Ferchesar.
- Finkenkrug (1801: Krug, unweit Falkenhagen, gehörte zum Amt Spandau). Ortsteil der Stadt Falkensee.
- Fohrde (1801: Dorf, gehörte zum Amt Ziesar). Ortsteil der Stadt Havelsee.
- Neu Friedrichsdorf (1801: Kolonie, auf der Feldmark der Stadt Rathenow, gehörte der Kämmerei der Stadt Rathenow). Wohnplatz der Stadt Rathenow.
- Friesack (1801: adliges Gut und Schäferei, zwei Anteile in Adelsbesitz). Stadt
- Krumme Gärten, Häuser, vor dem Potsdamer Tor bei Spandau. In Berlin-Spandau aufgegangen.
- Gallin, Erbzinsvorwerk, (1801: Amt Bornstedt). Seit 1928 Wildpark-West der Stadt Potsdam.
- Gapel (1801: Vorwerk, gehörte dem Domkapitel Brandenburg). Wohnplatz der Stadt Premnitz.
- Garlitz (1801: Dorf, gehörte dem Domkapitel Brandenburg). Ortsteil der Gemeinde Märkisch Luch.
- Gatow (1801: Dorf, Amt Spandau). Heute Berlin-Gatow.
- Alt Geltow (1801: Dorf und Amtsvorwerk, gehörte zum Amt Bornstedt). Ortsteil der Gemeinde Schwielowsee.
- Neu-Geltow (1801: Kolonie, gehörte zum Amt Bornstedt). Ortsteil der Gemeinde Schwielowsee.
- Groß Glienicke (1801: Dorf und Gut, in Adelsbesitz). Ein Teil des früheren Gemeinde Groß Glienicke gehört zu Potsdam, der andere Teil zum Land Berlin (Bezirk Spandau).
- Görne (1801: Dorf und Gut, in Adelsbesitz). Ortsteil der Gemeinde Kleßen-Görne.
- Götzkenhof, Freihof bei Rosckow. In Roskow (Lkr. Potsdam-Mittelmark) aufgegangen.
- Gohlitz (1801: Dorf, Amt Nauen). Wohnplatz im Ortsteil Wachow der Statt Nauen.
- Golm (1801: Dorf und Erbpachtsvorwerk, Amt Potsdam). Ortsteil der Stadt Potsdam.
- Gortz (1801: Dorf und zwei Güter, in Adelsbesitz). Ortsteil der Gemeinde Beetzseeheide, Lkr. Potsdam-Mittelmark.
- Grabow (1801: Vorwerk, gehörte dem Domstift Brandenburg). Wohnplatz in der Gemeinde Roskow, Lkr. Potsdam-Mittelmark
- Gräningen (1801: Gröningen, Dorf, gehörte dem Domstift Brandenburg). Ortsteil der Gemeinde Nennhausen.
- Alt Grubow (1801: Dorf und Vorwerk, Amt Bornstedt). Ortsteil der Stadt Potsdam.
- Neu Grubow (1801: Kolonie, gehörte zum Amt Bornstedt). Ortsteil der Stadt Potsdam.
- Grünaue (1801: Forsthaus, bei Rathenow, gehörte zum Amt Tangermünde). Wohnplatz der Stadt Premnitz.
- Gülpe (1801: Dorf, zwei Anteile, in Adelsbesitz). Ortsteil der Stadt Havelaue.
- Gutenpaaren (1801: Dorf und Gut, in Adelsbesitz). Wohnplatz der Stadt Ketzin/Havel.
- Haackenfeld (1801: Meierei, bei Spandau vor dem Oranienburger Tor, Privatbesitz). Ortsteil des Bezirks Spandau (das Meierei-Gehöft lag in der Ecke Hakenfelder Straße/Michelstädter Weg).
- Hakenberg (1801: Dorf, ein Anteil zum Amt Fehrbellin, zwei Adelsanteile)
- Haage (1801: Dorf und drei Güter, Adelsbesitz). Ortsteil der Gemeinde Mühlenberge.
- Hertefeld (1801: Kolonie und Vorwerk, Amt Königshorst). 1745 entstand auf Amtsgebiet ein Vorwerk und eine kleine Kolonie mit vier Familien. Wohnplatz der Stadt Nauen.
- Hohennauen (1801: Dorf und vier Güter, Adelsbesitz). Ortsteil der Gemeinde Seeblick.
- Hopfenkrug/Hopfengarten, Haus, unweit Sanssouci bei Potsdam, gehörte zum Amt Bornstedt. Im Potsdamer Gemeindeteil Bornstedt aufgegangen.
- Hoppenrade (1801: Dorf, Adelsbesitz). Ortsteil der Gemeinde Wustermark.
- Kaltenhausen (1801: Schäferei, nahe bei Görden/Plaue, gehörte der Kämmerei der Stadt Brandenburg an der Havel). Wohnplatz der Stadt Havelsee.
- Kartzow (1801: Dorf und Gut, Adelsbesitz). Gemeindeteil von Fahrland, einem Ortsteil der Stadt Potsdam.
- Karwesee (1801: Dorf und Gut, drei Anteile: Adelsbesitz, Dom zu Berlin und Amt Fehrbellin). Ortsteil der Gemeinde Fehrbellin, Lkr. Ostprignitz-Ruppin.
- Ketzür (1801: Dorf und zwei Güter, in Adelsbesitz). Ortsteil der Gemeinde Beetzseeheide.
- Kieck (1801: Vorwerk, ein unvermessenes Holzrevier, gehörte der Kämmerei der Stadt Brandenburg an der Havel). Gemeindeteil der Gemeinde Märkisch Luch.
- Kietz bei Brandenburg, Fischerdorf (1801: gehörte der Kämmerei der Stadt Brandenburg an der Havel). In der Altstadt Brandenburg (Straße: Altstädter Kietz).
- Kietz bei Brandenburg, Dorf (1801: gehörte dem Domstift Brandenburg). Auf der Dominsel, Straßenname: Domkietz.
- Kietz bei Rhinow (1801: Dorf, Adelsbesitz). Ortsteil der Stadt Rhinow.
- Kietz bei Spandau, Fischerdorf (1801: Amt Spandau). In Spandau aufgegangen.
- Kladow (1801: Dorf und Erbzinsvorwerk, Amt Spandau). Heute Berlin-Kladow, Land Berlin.
- Klein Kreutz (Dorf und Vorwerk, im Besitz der Kämmerei der Stadt Brandenburg an der Havel). Wohnplatz der Stadt Brandenburg an der Havel.
- Kleßen (1801: Dorf und Gut, Adelsbesitz und Pfarre zu Görne). Ortsteil der Gemeinde Kleßen-Görne.
- Knoblauch (1801: Dorf und Erbzinsvorwerk, gehörte zum Amt Ziesar). Wüstung, wurde 1968/69 aufgegeben.
- Königshorst (1801: Amtssitzvorwerk, Amt Königshorst). 1719 wurde hier ein Vorwerk eingerichtet, und bis 1772 war auch eine größere Kolonie entstanden. Ortsteil der Gemeinde Fehrbellin, Lkr. Ostprignitz-Ruppin.
- Kotzen (1801: Dorf und drei Güter, alle drei Güter in Adelsbesitz). Ortsteil der Gemeinde Kotzen.
- Krähenlake (1801: Vorwerk, Adelsbesitz). Nicht ganz eindeutig. Die Krähenlake liegt/lag 0,5 km nordwestlich von Königshütte (im Urmesstischblatt 3440 Premnitz von 1840 ist dort ein Gehöft verzeichnet: Bauer Lübge).
- Krampnitz (1801: Cramnitz (sic), Forsthaus und Kolonie, bei Fahrland, gehörte zum Amt Fahrland). Gemeindeteil von Potsdam.
- Kriele (1801: Dorf und Gut, in Adelsbesitz). Ortsteil der Gemeinde Kotzen.
- Kuhhorst (1801: Erbzinsgut, Amtmann Sach des Amtes Königshorst). Das Vorwerk wurde 1720/1 auf Amtsgebiet aufgebaut. Gemeindeteil von Fehrbellin, Lkr. Ostprignitz-Ruppin.
- Landhorst, Etablissement, wird gewöhnlich zu Seelenhorst gerechnet. Nicht genau identifiziert. Heute Seelenhorst, Gemeindeteil im Ortsteil Königshorst der Gemeinde Fehrbellin, Lkr. Ostprignitz-Ruppin.
- Landin (1801: Dorf und Gut, in Adelsbesitz). Ortsteil der Gemeinde Kotzen.
- Lentzke (1801: Dorf und zwei Güter, zwei Adelsanteile und ein Anteil des Amtes Fehrbellin). Ortsteil der Gemeinde Fehrbellin, Lkr. Ostprignitz-Ruppin.
- Lentzker Mühle (1801: Amtsvorwerk, Wassermühle, Amt Fehrbellin). Wohnplatz im Ortsteil Lentzke der Gemeinde Fehrbellin, Lkr. Ostprignitz-Ruppin.
- Liepe (1801: Dorf und Gut, in Adelsbesitz). Ortsteil der Gemeinde Nennhausen.
- Lietzenhütte (1801: nicht verzeichnet). 1723 Teerofen, 1840 Unterförsterei. Existiert nicht mehr (). Areal gehört heute zum Ortsteil Döberitz, Gemeinde Premnitz.
- Lietzow (1801: Dorf und Amtsvorwerk, gehört zum Amt Nauen). Ortsteil der Stadt Nauen.
- Linde (1801: Vorwerk, unweit Barnewitz, in Adelsbesitz). Wohnplatz im Ortsteil Barnewitz der Gemeinde Märkisch Luch.
- Lindholzfarm (1801: Lindholz, Vorwerk, Adelsbesitz). Gemeindeteil von Selbelang, einem Ortsteil der Gemeinde Paulinenaue.
- Schloss Lindstedt (1801: Lindstädtshaus, Etablissement, bei Neubornim, gehörte zum Amt Potsdam). Das Schloss entstand erst 1858–61. Stadt Potsdam (Lindstedter Chaussee, Schloss Lindstedt).
- Linum (1801: Dorf und Amtsvorwerk, ein Anteil Amt Fehrbellin, ein Anteil bürgerlicher Besitz). Ortsteil der Gemeinde Fehrbellin, Lkr. Ostprignitz-Ruppin.
- Lobeofsund (1801: Amtsvorwerk, gehörte zum Amt Königshorst). 1736 wurde das Vorwerk im Amtsgebiet errichtet. Gemeindeteil von Königshorst, einem Ortsteil der Gemeinde Fehrbellin, Lkr. Ostprignitz-Ruppin.
- Lochow (1801: drei Vorwerke, alle drei Vorwerke waren in Adelsbesitz). Gemeindeteil von Ferchesar, einem Ortsteil der Gemeinde Stechow-Ferchesar.
- Lünow (1801: Dorf und Vorwerk, gehörte dem Domstift Brandenburg). Ortsteil der Gemeinde Roskow, Lkr. Potsdam-Mittelmark.
- Lutze (1801: Haus, auf einer Insel in der Havel, bei Plaue, in Adelsbesitz). Wohnplatz im Ortsteil Möthlitz der Gemeinde Milower Land.
- Mangelshorst (1801: Kolonie, gehörte zum Amt Königshorst). 1747/8 wurde hier ein neues Dorf für 14 Familien angelegt. Gemeindeteil von Königshorst, einem Ortsteil der Gemeinde Fehrbellin, Lkr. Ostprignitz-Ruppin
- Markau (1801: Dorf und Gut, in Adelsbesitz). Wohnplatz im Ortsteil Markee der Stadt Nauen.
- Markee (1801: Dorf und zwei Güter, aber insgesamt vier Anteile; drei Anteile in Adelsbesitz, ein Anteil Domstift Brandenburg). Ortsteil der Stadt Nauen.
- Marmorpalais (1801: Königliches Lustschloss, Besitzer: der König). Stadt Potsdam.
- Marquardt (1801: Dorf und Gut, in Adelsbesitz). Ortsteil der Stadt Potsdam.
- Marzahne (1801: Dorf, gehörte dem Domstift Brandenburg). Ortsteil der Stadt Havelsee.
- Massowburg (1801: adliges Vorwerk, bürgerlicher Besitzer). Ist völlig in Brandenburg an der Havel aufgegangen (etwa in der Ecke Riesaer Weg/Fritze Bollmann-Weg).
- Maienwerder (1801: Meyenwerder, Erbzinsetablissement, auf einer Insel in der Oberhavel, nahe bei Spandau, gehörte zum Amt Spandau). Die Insel Maienwerder ist heute nicht mehr bewohnt. Sie gehört zum Bezirk Reinickendorf (Land Berlin).
- Mögelin (1801: Dorf, gehörte zum Amt Ziesar, Herzogtum Magdeburg). Ortsteil der Stadt Premnitz.
- Mögelin (1801: Ziegelei und Teerofen, Amt Tangermünde). siehe Mögelin.
- Möthlow (1801: Dorf und Gut, in Adelsbesitz). Ortsteil der Gemeinde Märkisch Luch.
- Mötzow (1801: Vorwerk, gehörte dem Domstift Brandenburg). Ein Gemeindeteil von Butzow, einem Ortsteil der Gemeinde Beetzseeheide.
- Müggenburg (1801: Vorwerk, unweit Grabow, gehörte dem Domstift Brandenburg). Existiert nicht mehr (Lage: ). Areal gehört zur Gemarkung Lünow, einem Ortsteil der Gemeinde Roskow, Lkr. Potsdam-Mittelmark.
- Mützlitz (1801: Dorf, gehörte dem Domstift Brandenburg). Ortsteil der Gemeinde Nennhausen.
- Nattwerder (1801: Kolonie, gehörte zum Amt Potsdam). Gemeindeteil von Grube, einem Ortsteil der Stadt Potsdam.
- Nauener Vorstadt (1801: Nauensche Vorstadt bei Potsdam von 88 Häusern). Wohnplatz der Stadt Potsdam.
- Nennhausen (1801: Dorf und Gut, in Adelsbesitz). Gemeinde.
- Nedlitz (1801: Dorf, gehörte zum Amt Fahrland). Gemeindeteil der Stadt Potsdam.
- Nedlitzer Fähre, Erbzinsgut, Nebenzoll von Potsdam (1801: keine Angabe zum Besitzer, wohl Amt Fahrland). Siehe Nedlitz.
- Neuendorf (1801: Dorf, gehörte der Kämmerei der Stadt Brandenburg an der Havel). Wohnplatz in der Stadt Brandenburg an der Havel.
- Neukammer (1801: Erbzinsvorwerk, gehörte der Kämmerei der Stadt Nauen). Ortsteil der Stadt Nauen.
- Neu Plaue (oder Wüstenbriest, Vorwerk, zum Gute Plaue gehörig, 1801: in Adelsbesitz). Wohnplatz der Stadt Brandenburg an der Havel.
- Neuwerder (1801: Kolonie, zwischen Klessen und Stöllen, zwei Anteile, in Adelsbesitz). Wohnplatz in der Gemeinde Gollenberg.
- Niebede (1801: Dorf, ein Anteil in Adelsbesitz, ein Anteil Domstift Brandenburg). Wohnplatz im Ortsteil Wachow der Stadt Nauen.
- Nitzahn (1801: Dorf, in Adelsbesitz). Ortsteil der Gemeinde Milower Land
- Nordhof (1801: Nordhof oder Nordhorst, Amtsvorwerk, gehörte zum Amt Königshorst). Das Vorwerk war 1732 angelegt worden. Gemeindeteil von Königshorst, einem Ortsteil der Gemeinde Fehrbellin, Lkr. Ostprignitz-Ruppin
- Pählhaus (1801: Etablissement, mit 3 Einliegern, gehörte dem Domstift Brandenburg). Existiert nicht mehr (Lage: ); lag nördlich von Mötzow an der Brücke über den Beetzsee.
- Päwesin (1801: Dorf, gehörte der Kämmerei der Stadt Brandenburg an der Havel). Gemeinde, Lkr. Potsdam-Mittelmark
- Paaren an der Wublitz (1801: Dorf, in Adelsbesitz). Gemeindeteil von Uetz-Paaren, einem Ortsteil der Stadt Potsdam
- Paretz (1801: Dorf und königliches Lustschloss, Besitzer: der König). Wohnplatz der Stadt Ketzin/Havel.
- Parey (1801: Dorf und Gut, in Adelsbesitz). Ortsteil der Gemeinde Havelaue.
- Pessin (1801: Dorf und zwei Güter, drei Anteile, alle in Adelsbesitz). Gemeinde.
- Pfänderbucht, Viehstall, die Ackerbürger in Brandenburg (1801).
- Pfaueninsel (1801: königliches Lustschloss, Besitzer: der König). Land Berlin.
- Pichelsdorf (1801: Fischerdorf, gehörte zum Amt Spandau). Ortslage im Ortsteil Wilhelmstadt (Bezirk Spandau, Land Berlin).
- Pichelsdorfsche Werder, Haus, (1801: gehörte zum Amt Spandau). Bezirk Spandau, Land Berlin (etwa am Brandensteinweg).
- Pietzkute (1801: Etablissement, bei und zu Königshorst gehörig). Jetzt Ribbeckshorst, Gemeindeteil von Königshorst, einem Ortsteil der Gemeinde Fehrbellin, Lkr. Ostprignitz-Ruppin.
- Pirschheide (1801: Amtsvorwerk, gehörte zum Amt Bornstedt). Wohnplatz Wildmeisterei der Stadt Potsdam.
- Plan oder auf dem Plane, Amtsvorwerk, Gewehrfabrik (1801: gehörte zum Amt Spandau). Berlin-Spandau (Zitadellenweg 20).
- Plauerhof (1801: Vorwerk und Kolonie, gehörte der Kämmerei der Stadt Brandenburg an der Havel). Wohnplatz im Ortsteil Plaue der Stadt Brandenburg an der Havel.
- Potsdam (1801: Amtsvorwerk, in der Teltower Vorstadt, gehörte zum Zauchischen Kreis). In Potsdam aufgegangen, nicht genau zu lokalisieren.
- Premnitz (1801: Dorf, Besitzer Prinz Hans Jürgen zu Anhalt-Dessau). Stadt Premnitz.
- Prietzen (1801: Dorf, in Adelsbesitz). Gemeindeteil von Wolsier, einem Ortsteil der Gemeinde Havelaue.
- Priort (1801: Dorf und Gut, in Adelsbesitz). Ortsteil der Gemeinde Wustermark.
- Radewege (1801: Dorf, gehörte der Kämmerei der Stadt Brandenburg an der Havel und dem Domstift Brandenburg). Ortsteil der Gemeinde Beetzsee, Lkr. Potsdam-Mittelmark.
- Retzow (1801: Dorf und drei Güter, alle Anteile in Adelsbesitz). Gemeinde.
- Rhinow (1801: zwei adlige Güter, in Adelsbesitz). Stadt.
- Rhinsmühlen (1801: Vorwerk, in Adelsbesitz). Gemeindeteil don Kotzen.
- Ribbeck (1801: Dorf und zwei Güter, beide in Adelsbesitz). Ortsteil der Stadt Nauen.
- Ribbecksmeierei (1801: Ribbecks Meier, unweit Ribbeck, in Adelsbesitz). Um/vor 1745 wurde an der südlichen Grenze der Gemarkung Ribbeck ein Vorwerk errichtet. Existiert nicht mehr (Lage: ). Areal gehört zu Ribbeck, Ortsteil der Stadt Nauen.
- Riewend (1801: Dorf, in Adelsbesitz). Ortsteil der Gemeinde Päwesin, Lkr. Potsdam-Mittelmark.
- Rohrbeck (1801: Dorf, gehörte zum Amt Spandau). Gemeindeteil der Gemeinde Dallgow-Döberitz.
- Rolandshorst (1801: Haus, zu Hertefeld gehörig, gehörte zum Amt Königshorst). Existiert nicht mehr (Lage: ). Das Areal gehörte heute zur Gemarkung Bergerdamm, Ortsteil der Stadt Nauen.
- Roskow (1801: Dorf und Gut, in Adelsbesitz und bürgerlicher Besitz). Gemeinde im Lkr. Potsdam-Mittelmark
- Saatwinkel (1801: Büdneretablissement, unweit Spandau, Amt Spandau). Berlin-Spandau, Land Berlin.
- Sacrow (1801: Dorf und Gut, in Adelsbesitz). Gemeindeteil von Potsdam.
- Sandhorst (1801: Etablissement, gehörte zum Amt Königshorst). Gemeindeteil von Königshorst, einem Ortsteil der Gemeinde Fehrbellin, Lkr. Ostprignitz-Ruppin.
- Sanssouci (1801: Königliches Lustschloss, Besitzer: der König). Stadt Potsdam.
- Saaringen (1801: Dorf, gehörte dem Domstift Brandenburg). Wohnplatz der Stadt Brandenburg an der Havel.
- Schäfereivorwerk, Vorwerk, bei Neufriedrichsdorf in der Rathenower Bürgerheide (1801: gehörte der Kämmerei der Stadt Rathenow). Im Wohnplatz Neu Friedrichsdorf der Stadt Rathenow aufgegangen.
- Scheunstelle (1801: Vorwerk, bei Strodehne, in Adelsbesitz). Wohnplatz der Gemeinde Havelaue.
- Neues Schloss, königliches Lustschloss (1801: Besitzer: der König). Neues Palais in Potsdam.
- Schönholz (1801: zwei Vorwerke, bei Hohennauen, in Adelsbesitz). Wohnplatz der Gemeinde Gollenberg.
- Schützenkrug, Gasthof, in der Teltower Vorstadt bei Potsdam, gehörte Kämmerei der Stadt Potsdam. In Potsdam aufgegangen, nicht genau lokalisiert.
- Schwanebeck (1801: zwei Güter, Besitzer war der Herzoglich-strelitzische Oberförster von Bredow in Schwanebeck). Ortsteil der Stadt Nauen.
- Seeburg (1801: Dorf und Amtsvorwerk, gehörte zum Amt Spandau). Ortsteil der Gemeinde Dallgow-Döberitz.
- Seegefeld (Dorf und Gut, in Adelsbesitz). Wohnplatz der Gemeinde Falkensee.
- Seelenhorst (1801: Krug, gehörte zum Amt Königshorst). Um 1745 entstand hier ein Etablissement. 1775 ist der Krug erwähnt. Gemeindeteil von Königshorst, einem Ortsteil der Gemeinde Fehrbellin, Lkr. Ostprignitz-Ruppin.
- Seelensdorf (1801: Vorwerk, eine Meile von Pritzerbe, gehörte dem Domstift Brandenburg). Gemeindeteil von Pritzerbe, einem Ortsteil der Gemeinde Havelsee.
- Selbelang (1801: Dorf und zwei Güter, in Adelsbesitz). Ortsteil der Gemeinde Paulinenaue.
- Semlin (1801: Dorf, zwei Anteile in Adelsbesitz). Ortsteil der Stadt Rathenow.
- Senzke (1801: Dorf und Gut, in Adelsbesitz). Ortsteil der Gemeinde Mühlenberge.
- Sotzker (1801: Dorf und drei Güter, in Adelsbesitz). Sotzker ist eine verballhornte Schreibweise von Satzkorn, einem Ortsteil der Stadt Potsdam.
- Spaatz (1801: Dorf, zwei Anteile in Adelsbesitz). Ortsteil der Gemeinde Havelaue.
- Spandau (1801: Amtssitzvorwerk, auf dem Hofe des ehemaligen Benediktinerinnenkloster vor dem Potsdamer Tor zu Spandau, nebst Schäferei, einigen Einliegern und einem Gasthof, Amt Spandau). Berlin-Spandau, Land Berlin.
- Spolierenberg (1801: Teerofen, bei Bamme, gehörte zum Amt Tangermünde). Wohnplatz im Ortsteil Bamme der Gemeinde Nennhausen.
- Staaken (1801: Dorf und zwei Güter, gehörte der Kämmerei der Stadt Spandau). Ortsteil im Bezirk Spandau.
- Stechow (1801: Dorf und zwei Güter, zwei Anteile in Adelsbesitz). Ortsteil der Gemeinde Stechow-Ferchesar.
- Stölln (1801: Stöllen, Dorf und zwei Güter, zwei Anteile in Adelsbesitz). Ortsteil der Gemeinde Gollenberg.
- der Stresow, Vorstadt von Spandau, vor dem Charlottenburger Tor. Berlin-Spandau, Wohn- und Gewerbegebiet beiderseits der Ruhlebener Straße 1–21 und 185–199
- Strodehne (1801: Dorf, zwei Anteile in Adelsbesitz). Ortsteil der Gemeinde Havelaue.
- Tarmow (1801: Dorf, ein Anteil Amt Fehrbellin, ein Anteil in Adelsbesitz). Ortsteil der Gemeinde Fehrbellin, Lkr. Ostprignitz-Ruppin.
- Tieckow (1801: Dorf und Vorwerk, in Adelsbesitz). Gemeindeteil von Fphrde, einem Ortsteil der Gemeinde Havelsee, Lkr. Potsdam-Mittelmark.
- Tornow (1801: Etablissement, auf einer Insel in der Havel, unweit Potsdam, gehörte zum Amt Potsdam). Heute Hermannswerder, Stadt Potsdam.
- Tremmen (1801: Dorf, gehörte dem Domstift Brandenburg). Ortsteil der Stadt Ketzin/Havel.
- Uhlenburg (1801: Forsthaus und Schäferei, bei Ribbeck, in Adelsbesitz). Existiert nicht mehr (Lage: ). Areal gehört zur Gemarkung Ribbeck, einem Ortsteil der Stadt Nauen.
- Valentinswerder (1801: Etablissement, auf einer Havelinsel unweit Spandau, gehörte dem Amt Spandau). Ortsteil Tegel, Bezirk Reinickendorf, Land Berlin.
- Vietznitz (1801: Dorf und zwei Güter, beide Anteile in Adelsbesitz). Ortsteil der Gemeinde Wiesenaue.
- Vogelgesang (1801: Schäferei, bei und zu Bagow gehörig, in Adelsbesitz). Wohnplatz in der Gemeinde Päwesin, Lkr. Potsdam-Mittelmark.
- Wachow (1801: Dorf und Erbzinsgut, gehörte zum Amt Nauen). Ortsteil der Stadt Nauen.
- Weseram (1801: Dorf, gehörte zum Amt Ziesar). Ortsteil der Gemeinde Roskow, Lkr. Potsdam-Mittelmark.
- Wagenitz (1801: Dorf und Gut, in Adelsbesitz). Ortsteil der Gemeinde Mühlenberge.
- Warsow (1801: Warsee, Dorf, gehörte der Pfarre zu Friesack). Ortsteil der Gemeinde Wiesenaue.
- Wassersuppe (1801: Dorf und Gut, in Adelsbesitz). Ortsteil der Gemeinde Seeblick.
- Weinberg, Etablissement, bei Nauen, vor dem Ruppiner Tor, von Kämmerei der Stadt Nauen in Erbpacht gegeben. In der Stadt Nauen aufgegangen (Ecke Graf Arco-Straße/Am Weinberg)
- Wernitz (1801: Dorf und zwei Güter, zwei Anteile, in Adelsbesitz). Gemeindeteil der Gemeinde Wustermark.
- Witzke (1801: Dorf, in Adelsbesitz). Ortsteil der Gemeinde Seeblick.
- Wolsier (1801: Dorf und Gut, in Adelsbesitz). Ortsteil der Gemeinde Havelaue.
- Wolfsberg (1801: Schäferei, bei und zu Priort gehörig, in Adelsbesitz). Existiert nicht mehr (Lage: ). Areal gehört zum Ortsteil Elstal der Gemeinde Wustermark.
- Wustermark (1801: Dorf, gehörte zum Amt Spandau). Gemeinde.
- Zachow (1801: Dorf, gehörte dem Domstift Brandenburg). Ortsteil der Stadt Ketzin/Havel.
- Zeestow (1801: Dorf und drei Güter, ein Adelsanteil, der andere Anteil gehörte dem Domkapitel in Berlin). Ortsteil der Gemeinde Brieselang.
- Zootzen (1801: drei Meiereien und fünf Forsthäuser, Zootzenwald, gehört halb zum Havelländischen, halb zum Ruppinischen Kreis, in Adelsbesitz). Ortsteil der Stadt Friesack.

Der Havelländische Kreis wurde in der Kreisreform von 1816 in die zwei Kreise Osthavelländischer Kreis (später auch Kreis oder Landkreis Osthavelland) und Westhavelländischer Kreis (später auch Kreis oder Landkreis Westhavelland genannt) aufgespalten. Die Grenze verlief von Norden nach Süden: vom Rhin zwischen Lentzke und dem Vorwerk Damm, an der Grenze des Ländchens Bellin entlang bis Betzin, südwestlich des Zootzen dem Großen Havelländischen Hauptkanals entlang, weiter zwischen Lietzow und Nauen, zwischen Bernitzow und Neukammer, zwischen Schwanebeck und Markau, dann zwischen Tremmen und Etzin bis zur Havel zwischen Zachow und Ketzin/Havel. Der Glien-Löwenbergische Kreis wurde gleichzeitig mit dem Osthavelländischen Kreis vereinigt. Die Gemeinden Bahnitz und Nitzahne wurden an den Regierungsbezirk Magdeburg (Landkreis Jerichow II, Provinz Sachsen) abgetreten.

## Ämter im Havelländischen Kreis
Im Havelländischen Kreis lagen die Amtssitze der königlich-preußischen Domänenämter Bornstedt, Fahrland, Fehrbellin, Königshorst, Nauen, Potsdam und Spandau. Das Amt Vehlefanz hatte seinen Sitz im Glien-Löwenbergischen Kreis und nur kleine Besitzanteile. Die Ämter entstanden z. T. aus den alten Vogteien, die anderen Ämter wurden im 17./18. Jahrhundert vom Kurfürsten aus aufgekauften Adelsgütern eingerichtet.

## Ämter Tangermünde und Ziesar
1773 wurden die westlichen Teile des Zauchischen Kreises von der Mittelmark und damit der Mark Brandenburg abgetrennt und dem Herzogtum Magdeburg überwiesen. Aus diesen Gebieten wurde der Ziesarsche Kreis gebildet. Dadurch ergab sich die merkwürdige Situation, dass das Amt Ziesar mit Sitz in Ziesar im Herzogtum Magdeburg einige Dörfer im Havelländischen Kreis der Mittelmark der Mark Brandenburg verwaltete.
Schon der Bischof von Brandenburg ließ seine direkten Besitzungen um Brandenburg an der Havel, Ketzin/Havel, Pritzerbe, Teltow und Ziesar durch vier Ämter (Amt Brandenburg, Amt Ketzin, Amt Teltow und Amt Ziesar) verwalten. Bei der Mediatisierung des Bistums Brandenburg wurden diese Besitzungen zu einem großen Amt zusammengelegt, dem Amt Ziesar. Die Besitzungen des Domkapitels waren davon ausgenommen. Sie gingen in den Besitz des Domstifts Brandenburg über. Die Amtsgebiete des Amtes Ziesar im Havelländischen Kreis wurden nach 1816 anderen, mittelmärkischen Ämtern überwiesen (Amt Spandau, Amt Potsdam).
Das Amt Tangermünde hatte um 1800 die Teeröfen Adermannshütte und Spolierenberg, das Forsthaus Grünaue sowie die Ziegelei und den Teerofen in Mögelin in seiner Verwaltung. Die Besitzungen kamen kurz nach 1800 zunächst an das Amt Ziesar, danach an das Amt Lehnin.

## Landräte
- 1675 Jacob Friedrich von Briest
- unbestimmt Hans George von Ribbeck[3]
- Asmus Ehrenreich von Bredow († 1705), war der Landrat des havelländischen, glien- und leuenbergischen Kreises
- 1695–1714 George Christoph von Briest, zu Nennhausen[4]
- 1715 bis 1719 Matthias Christoph von Bredow (Sohn des Asmus Ehrenreich von Bredow)
- 1721 Friedrich Christoph von Briest[5]
- ? Wichard Friedrich von Bredow
- bis 1751 F. C. von Kleist
- 1751–1769 Otto Sigismund von Erxleben, Landrat auf Selbelang[6][7]
- 1769 bis vor 1795 Carl Christoph von Broesicke[8]
- 1795 bis 1805 Peter Alexander Graf von Itzenplitz (1769–1834) in Groß Behnitz[9]
- 1806 von Bredow-Senske[10]
- 1810 von Itzenplitz[11]
- 1812–1814 (-1816?) Friedrich Wilhelm von Bredow-Senske[12][13][14]

Nach 1816 wurde Philipp Friedrich August Wilhelm von Briest (1749–1822) Landrat des Westhavellandes.